# Искра-1030
«Искра 1030» — советский IBM PC/XT-совместимый персональный компьютер на основе процессора КР1810ВМ86 (аналог Intel 8086). Разработан в Специальном конструкторском бюро вычислительной техники «Искра» (СКБ ВТ «Искра»), входящем в Ленинградское научно-производственное объединение (ЛНПО) «Электронмаш». Выпускался серийно на ПО «Искра» в Смоленске, на ПО «Счётмаш» в Курске и на предприятиях в Рязани и Ленинграде.

## Модели и модификации
Базовая модель — Искра 1030.11 — выпускалась в пяти исполнениях. Все исполнения выполнены на базе одного и того же корпуса, с разным набором плат и устройств:
- соединительная плата («корзина») — задняя стенка металлического каркаса с направляющими для плат
- контроллер накопителя на магнитном диске (КНМД) — две платы либо одна
- контроллер гибкого магнитного диска (КГМД), совмещённый с контроллером клавиатуры
- контроллер непосредственного доступа к памяти (КНДП)
- плата микро-ЭВМ (МЭВМ), с процессором и ПЗУ
- плата ОЗУ
- контроллер модуля отображения информации (КМОИ) — две платы либо одна
- адаптер аппаратуры передачи данных (ААПД)

Каждая плата имела размеры 233,4 × 220 × 1,5 мм, максимальная высота платы с элементами на ней — 12 мм.
В первом исполнении «Искра» не имела жёсткого диска. Были установлены два НГМД Robotron CM 5640 (К 5600.20) (односторонние, 80 дорожек по 9 секторов, 360 Кб, двойной высоты). Объём ОЗУ 256—512 Кб.
Во втором и третьем исполнении использовались жёсткие диски СМ 5508 (10 Мб). Один флоппи-дисковод СМ 5640. Видеоадаптер был совместим с CGA, но чёрно-зелёный монитор отображал только 3 градации яркости (включая чёрный). Клавиатура имела особенности — красную кнопку для сброса (reset) и автоповторитель нажатий, который посылал скан-коды не только повторного нажатия, но и отпускания клавиш.
В четвёртом и пятом исполнении «Искры» комплектовались жёстким диском МС 5405 (20 Мб), НГМД СМ 5643 или МС 5311 (двусторонние, 80 дорожек по 9 секторов на каждой стороне, 720 Кб). Объём памяти увеличен до 640 Кб (возможно расширение до 1 Мб).

### Искра 1030М

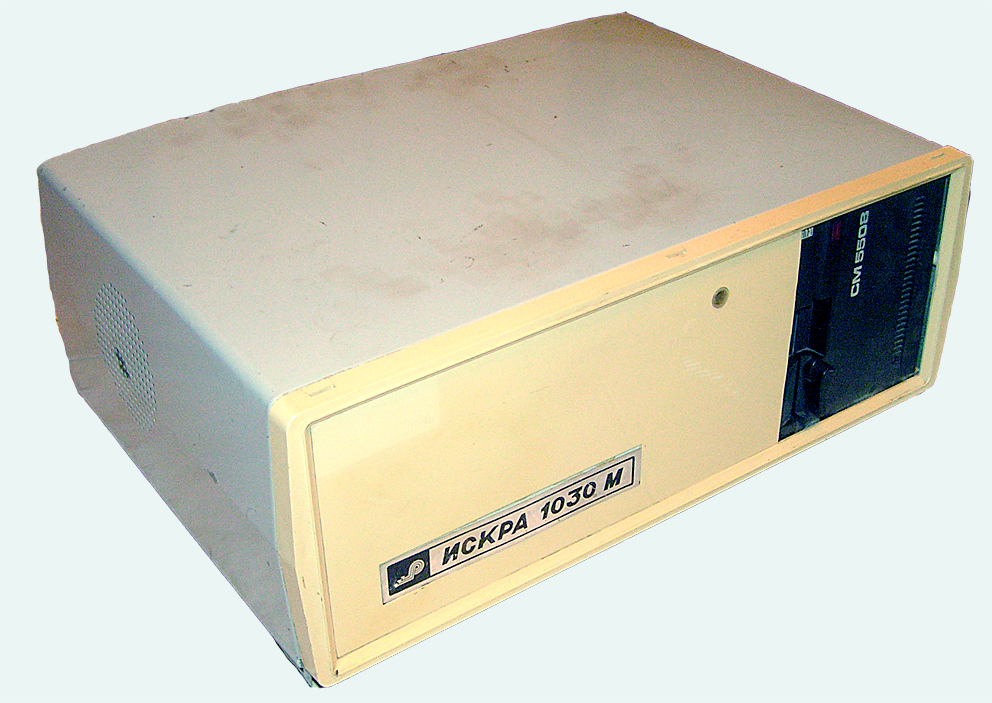
ИСКРА 1030М

Модель Искра 1030М была впервые представлена на Международной технической ярмарке (панаир) в городе Пловдив (Болгария) осенью 1988 года.
Объём ОЗУ — 640 Кб..1 Мб. Жёсткий диск Seagate ST-225 (20 Мб), СМ5508. Уменьшен размер корпуса. Модель, выпускаемая Производственным Объединением «ИСКРА» в Смоленске и другими заводами. Комплектовались чёрно-белыми мониторами CGA и ОС АДОС.

### Искра 1031

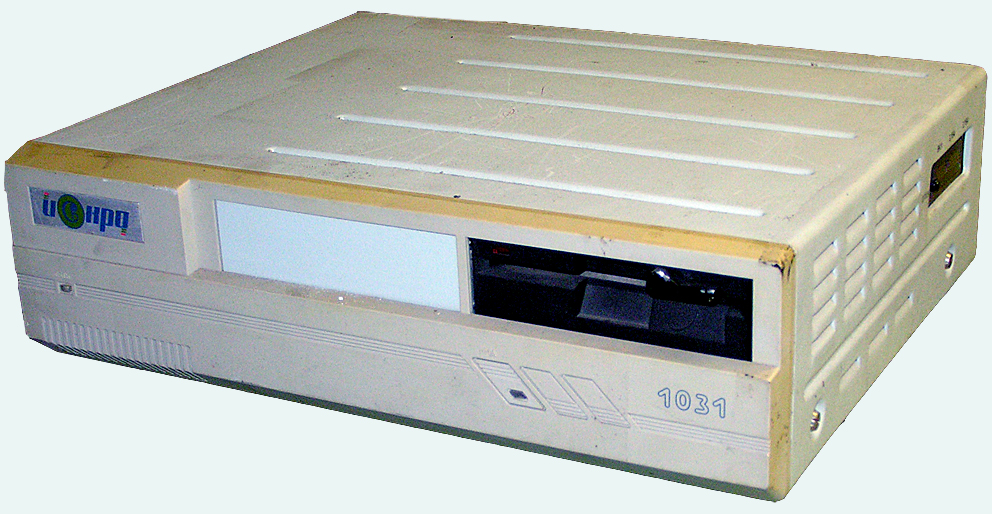
ИСКРА 1031

Дальнейшая модификация ИСКРА 1030.11. Объём ОЗУ — 640 Кб..1 Мб. Видеоадаптер, совместимый с CGA. Жёсткий диск Seagate ST-225 (20 Мб) в «учительском исполнении». В рабочем месте ученика жёсткий диск не предусмотрен. НГМД СМ5643 производства ГДР и СССР. Корпус изменён. Комплектовались чёрно-белыми мониторами CGA и ОС ЯНУС.

### Искра 3104
Дальнейшая модификация ИСКРА 1031. Устанавливались процессоры КР1810ВМ86М и Intel 8086. Объём ОЗУ — 640 Кб..1 Мб. Видеоадаптер, совместимый с CGA. Жёсткий диск Seagate ST-251 (40 Мб) в «учительском исполнении». В рабочем месте ученика жёсткий диск не предусмотрен. НГМД СМ5643 производства ГДР и СССР. Комплектовались цветными мониторами CGA и ОС ЯНУС.

## Программное обеспечение
- Операционные системы: АДОС (позднее ЯНУС, обе совместимы с MS-DOS 2.x), MS-DOS, М86 (CP/M), ИНМОС-И[1] (UNIX).

## Эмуляция
Эмулятор MAME имеет драйверы iskr1030m и iskr1031. На 1 января 2014 они еще не закончены (в частности — не эмулируется «родная» клавиатура и жёсткий диск), но возможна работа с дискет.